# Cocottea seclusa
Cocottea seclusa är en insektsart som beskrevs av Williams 1977. Cocottea seclusa ingår i släktet Cocottea och familjen vedstritar.
Artens utbredningsområde är Mauritius. Inga underarter finns listade i Catalogue of Life.